# Progress M-22M
La missione Progress M-22M del programma russo Progress, registrata dalla NASA come missione 54P, è una missione di rifornimento della stazione spaziale internazionale completamente automatizzata, senza equipaggio a bordo.

## Lancio
Il lancio è stato effettuato il 5 febbraio 2014 alle 16:23 UTC dal cosmodromo di Baikonur. È stato il primo lancio russo del 2014.

## Attracco
L'attracco è avvenuto con successo in 4 orbite, per un totale di 6 ore, in modo automatico nel modulo Pirs.

## Carico
La navetta ha consegnato 2370 kg di materiale alla stazione spaziale, che include 1244 kg di carico nel modulo pressurizzato, 50 kg di ossigeno per la ripressurizzazione della stazione, 420 kg di acqua e 656 di carburante.

## Rientro
Il 7 aprile la navetta Progress M-22M, dopo essere stata caricata coi rifiuti di bordo, ha abbandonato la stazione ed ha eseguito una missione scientifica secondaria di 12 giorni relativa alla ionosfera terrestre, come per molte delle missioni progress tra il 2010 e il 2014. Al termine di questa, ha effettuato una manovra di rientro nell'atmosfera terrestre per poi bruciare sopra l'oceano pacifico.